# Moojenodesmus arenicola
Moojenodesmus arenicola är en mångfotingart som beskrevs av Sergei I. Golovatch 200. Moojenodesmus arenicola ingår i släktet Moojenodesmus och familjen Fuhrmannodesmidae. Inga underarter finns listade i Catalogue of Life.